# イングランド対ニュージーランドのラグビーテストマッチ
この項目では、ラグビーユニオンにおいてイングランド代表とニュージーランド代表（オールブラックス）が対戦したテストマッチについて述べる。この両チームはこれまでに42試合対戦しており、結果はニュージーランドの33勝8敗1分である。
1903年にオーストラリアと初の国際試合を行ったニュージーランドは、1905年9月に初めての欧州遠征に出る。11月18日のスコットランド戦と同25日のアイルランド戦での勝利を経て、12月2日にイングランドと初対戦し、これも15-0で退けた。この遠征でニュージーランドはテストマッチを計5試合行ったが、敗れたのは12月16日のウェールズ戦だけで、その他4試合には勝利しており、このときから "オールブラックス" という愛称ができたとされる。
1925年の2度目の対戦でも、ニュージーランドはイングランドに17-11で勝利した。イングランドがニュージーランド相手に初勝利を挙げたのは、1936年に行われた3度目の対戦でのことだった。ただそれ以降はニュージーランドがイングランドに6連勝しており、イングランドが対ニュージーランド2勝目を達成するまで37年以上かかることとなる。
1990年代には、ワールドカップで3大会連続して両チームが対戦した。1991年大会と1999年大会では一次リーグで、1995年大会では準決勝で、それぞれ対決して全てニュージーランドが勝っている。ただ1995年大会でイングランドを下して決勝戦へ進出したニュージーランドも、最後は南アフリカ共和国に敗れて優勝は逃した。
2008年11月の試合からは、この対戦の勝者に "ヒラリー・シールド" という盾が贈られることになった。ヒラリーとは、この年の1月に死去したニュージーランドの登山家エドモンド・ヒラリーのことである。

## 対戦結果
| No. | 開催日         | 開催地                         | 勝利チーム       | スコア | 敗戦チーム       | 大会                   |
| --- | -------------- | ------------------------------ | ---------------- | ------ | ---------------- | ---------------------- |
| 1   | 1905年12月02日 | クリスタル・パレス             | ニュージーランド | 15-0   | イングランド     |                        |
| 2   | 1925年01月03日 | トゥイッケナム・スタジアム     | ニュージーランド | 17-11  | イングランド     |                        |
| 3   | 1936年01月04日 | トゥイッケナム・スタジアム     | イングランド     | 13-0   | ニュージーランド |                        |
| 4   | 1954年01月30日 | トゥイッケナム・スタジアム     | ニュージーランド | 5-0    | イングランド     |                        |
| 5   | 1963年05月25日 | イーデン・パーク               | ニュージーランド | 21-11  | イングランド     |                        |
| 6   | 1963年06月01日 | ランカスター・パーク           | ニュージーランド | 9-6    | イングランド     |                        |
| 7   | 1964年01月04日 | トゥイッケナム・スタジアム     | ニュージーランド | 14-0   | イングランド     |                        |
| 8   | 1967年11月04日 | トゥイッケナム・スタジアム     | ニュージーランド | 23-11  | イングランド     |                        |
| 9   | 1973年01月06日 | トゥイッケナム・スタジアム     | ニュージーランド | 9-0    | イングランド     |                        |
| 10  | 1973年09月15日 | イーデン・パーク               | イングランド     | 16-10  | ニュージーランド |                        |
| 11  | 1978年11月25日 | トゥイッケナム・スタジアム     | ニュージーランド | 16-6   | イングランド     |                        |
| 12  | 1979年11月24日 | トゥイッケナム・スタジアム     | ニュージーランド | 10-9   | イングランド     |                        |
| 13  | 1983年11月19日 | トゥイッケナム・スタジアム     | イングランド     | 15-9   | ニュージーランド |                        |
| 14  | 1985年06月01日 | ランカスター・パーク           | ニュージーランド | 18-13  | イングランド     |                        |
| 15  | 1985年06月08日 | アスレチック・パーク           | ニュージーランド | 42-15  | イングランド     |                        |
| 16  | 1991年10月03日 | トゥイッケナム・スタジアム     | ニュージーランド | 18-12  | イングランド     | ワールドカップ プールA |
| 17  | 1993年11月27日 | トゥイッケナム・スタジアム     | イングランド     | 15-9   | ニュージーランド |                        |
| 18  | 1995年06月18日 | ニューランズ・スタジアム       | ニュージーランド | 45-29  | イングランド     | ワールドカップ準決勝   |
| 19  | 1997年11月22日 | オールド・トラッフォード       | ニュージーランド | 25-8   | イングランド     |                        |
| 20  | 1997年12月06日 | トゥイッケナム・スタジアム     | 引き分け         | 26-26  | 引き分け         |                        |
| 21  | 1998年06月20日 | カリスブルック                 | ニュージーランド | 64-22  | イングランド     |                        |
| 22  | 1998年06月27日 | イーデン・パーク               | ニュージーランド | 40-10  | イングランド     |                        |
| 23  | 1999年10月09日 | トゥイッケナム・スタジアム     | ニュージーランド | 30-16  | イングランド     | ワールドカップ プールB |
| 24  | 2002年11月09日 | トゥイッケナム・スタジアム     | イングランド     | 31-28  | ニュージーランド |                        |
| 25  | 2003年06月14日 | ウエストパック・スタジアム     | イングランド     | 15-13  | ニュージーランド |                        |
| 26  | 2004年06月12日 | カリスブルック                 | ニュージーランド | 36-3   | イングランド     |                        |
| 27  | 2004年06月19日 | イーデン・パーク               | ニュージーランド | 36-12  | イングランド     |                        |
| 28  | 2005年11月19日 | トゥイッケナム・スタジアム     | ニュージーランド | 23-19  | イングランド     |                        |
| 29  | 2006年11月05日 | トゥイッケナム・スタジアム     | ニュージーランド | 41-20  | イングランド     |                        |
| 30  | 2008年06月14日 | イーデン・パーク               | ニュージーランド | 37-20  | イングランド     |                        |
| 31  | 2008年06月21日 | AMIスタジアム                  | ニュージーランド | 44-12  | イングランド     |                        |
| 32  | 2008年11月29日 | トゥイッケナム・スタジアム     | ニュージーランド | 32-6   | イングランド     |                        |
| 33  | 2009年11月21日 | トゥイッケナム・スタジアム     | ニュージーランド | 19-6   | イングランド     |                        |
| 34  | 2010年11月06日 | トゥイッケナム・スタジアム     | ニュージーランド | 26-16  | イングランド     |                        |
| 35  | 2012年12月01日 | トゥイッケナム・スタジアム     | イングランド     | 38-21  | ニュージーランド |                        |
| 36  | 2013年11月16日 | トゥイッケナム・スタジアム     | ニュージーランド | 30-22  | イングランド     |                        |
| 37  | 2014年06月07日 | イーデン・パーク               | ニュージーランド | 20-15  | イングランド     |                        |
| 38  | 2014年06月14日 | フォーサイス・バー・スタジアム | ニュージーランド | 28-27  | イングランド     |                        |
| 39  | 2014年06月21日 | ワイカト・スタジアム           | ニュージーランド | 36-13  | イングランド     |                        |
| 40  | 2014年11月08日 | トゥイッケナム・スタジアム     | ニュージーランド | 24-21  | イングランド     |                        |
| 41  | 2018年11月10日 | トゥイッケナム・スタジアム     | ニュージーランド | 16-15  | イングランド     |                        |
| 42  | 2019年10月26日 | 横浜国際総合競技場             | イングランド     | 19-7   | ニュージーランド | ワールドカップ 準決勝  |